# 蒼き狼と白き牝鹿シリーズ
蒼き狼と白き牝鹿シリーズ（あおきおおかみとしろきめじかシリーズ）は、1985年に光栄（現・コーエーテクモゲームス）より第1作が発売された歴史シミュレーションゲームのシリーズ。

## 概要
| 1985 | 蒼き狼と白き牝鹿                   |
| 1986 |                                    |
| 1987 | 蒼き狼と白き牝鹿・ジンギスカン     |
| 1988 |                                    |
| 1989 |                                    |
| 1990 |                                    |
| 1991 |                                    |
| 1992 | 蒼き狼と白き牝鹿・元朝秘史         |
| 1993 |                                    |
| 1994 |                                    |
| 1995 |                                    |
| 1996 |                                    |
| 1997 |                                    |
| 1998 | チンギスハーン・蒼き狼と白き牝鹿IV |

チンギス・ハーンとモンゴル帝国をメインに12世紀から15世紀のユーラシア大陸を舞台とし、統一を目指すゲームである。これまで4作が発売されている。
タイトルは『元朝秘史』の冒頭部分「上天より命ありて生まれたる蒼き狼ありき。その妻なる惨白き牝鹿ありき。大いなる湖を渡りて来ぬ。」より採られている。
1985年、コーエーの歴史シミュレーションゲームとしては比較的早い時期に第1作『蒼き狼と白き牝鹿』が発売され、同じくコーエーが発売していた信長の野望シリーズと三國志シリーズとともに「歴史三部作」のうちの一つと位置付けられた（厳密には『三國志』『信長の野望・全国版』『蒼き狼と白き牝鹿ジンギスカン』の発売をもって歴史三部作完成とされる）。『信長の野望』が日本、『三國志』が中国を舞台とするのに比べ、本シリーズはユーラシア大陸全域（＝世界）を舞台とするスケールの大きさがセールスポイントであった。
「歴史三部作」の呼称は『信長の野望』や『三國志』よりも蒼き狼と白き牝鹿シリーズの発売時に特によく用いられたが、素材がポピュラーでないため本シリーズは他の2作より販売実績で一歩譲る形となった。『信長の野望』シリーズは2013年に14作目・『三国志』シリーズは2020年に14作目が発売されたのに比べ、本シリーズの続編は1998年発売の4作目までにとどまっており、「歴史三部作」の呼称も本シリーズ4作目の「歴史三部作至高の到達点」というコピーを最後に使われなくなっている。販売実績が振るわなかった要因について、社長である襟川陽一は後年、本シリーズを「私も気に入っている思い出深い作品」としながらも「ジンギスカンというキャラクターのイメージにあったのです（中略）欧米の人たちが持つジンギスカンのイメージは「悪」だったのです」「歴史シミュレーションゲームでは、キャラクターの認知度や人気によって売れ行きが大きく左右されることを認識させられました」と分析している。

## シリーズ一覧
1. 蒼き狼と白き牝鹿
2. 蒼き狼と白き牝鹿・ジンギスカン
3. 蒼き狼と白き牝鹿・元朝秘史
4. チンギスハーン・蒼き狼と白き牝鹿IV